# Herb gminy Luzino
Herb gminy Luzino – symbol gminy Luzino, ustanowiony 11 kwietnia 1992.

## Wygląd i symbolika
Herb przedstawia na tarczy typu hiszpańskiego, podzielonej na dwie części, po prawej stronie na żółtym tle częściowy wizerunek gryfa pomorskiego - symbol Pomorza i Kaszub, a po lewej stronie, na niebieskim tle, postać św. Wawrzyńca, patrona najstarszego luzińskiego kościoła. Ma on złotą aureolę, w ręku trzyma kratę (ruszt), ubrany jest w czerwoną szatę diakona - dalmatykę. 
30 sierpnia 2018 Rada Gminy Luzino przyjęła uchwałę w sprawie przyjęcia projektu herbu i flagi Gminy Luzino. W porównaniu do obecnego herbu zamieniono stronami obie postacie, zmieniono rysy twarzy św. Wawrzyńca, ruszt trafił do jego prawej ręki, obok rusztu pojawił się złoty krzyż, postać gryfa zaczęła być widoczna w całości, zaś samo zwierzę otrzymało białe oko i czerwony dziób. Niebieska część herbu stała się natomiast nieco ciemniejsza. Do dziś obowiązuje jednak wzór z 1992. 